# Agricultura de sequeiro
Agricultura de sequeiro é uma técnica agrícola para cultivar terrenos onde a pluviosidade é diminuta. A expressão sequeiro deriva da palavra "seco" e refere-se a uma plantação em solo firme (o contrário de brejeiro, ou de brejo, como é comum nos países asiáticos e em Santa Catarina, no Sul do Brasil). Mas isso não impede que o plantio seja irrigado em época de seca, especialmente durante os ultimos meses do ano. O plantio de sequeiro é intensivo e frágil e desenvolve-se nos planaltos da África, com pouca rotação de culturas e aproveitamento do estrume. Essa forma de agricultura é comum no sertão nordestino. Também é utilizada no Cerrado brasileiro e na fronteira dos Estados Unidos com o México, uma região muito seca: máquinas escavam para revirar a terra úmida do solo e expô-la ao solo, reciclando o solo.